# Kurt Schmidt (Diplomat)
Kurt Schmidt (* 6. März 1918 in Berlin; † 12. Januar 1989 in München) war ein deutscher Diplomat, der zwischen 1968 und 1975 Botschafter in Jamaika, von 1975 bis 1978 Botschafter in Madagaskar sowie zwischen 1978 und 1981 Botschafter in Malta war.

## Leben
Im Juli 1968 wurde Schmidt, der bis dahin Legationsrat Erster Klasse im Auswärtigen Amt in Bonn war, als Nachfolger von Philipp Schmidt-Schlegel Botschafter in Jamaika. Als solcher war er bis 1975 zugleich als Botschafter auf den Bahamas akkreditiert. In dieser Funktion unterzeichnete er ferner am 8. Oktober 1974 gemeinsam mit dem Finanzminister von Jamaika, David Coore, ein Abkommen zur Vermeidung der Doppelbesteuerung.
Am 7. Juli 1975 wurde Schmidt als Nachfolger von Alfred Vestring Botschafter der Bundesrepublik Deutschland in Madagaskar und fungierte zugleich als Botschafter auf den Komoren und in Mauritius. Er übte dieses Botschafteramt bis 1978 aus und wurde anschließend durch Peter Scholz abgelöst.
Danach wurde Schmidt 1978 Nachfolger des in den Ruhestand getretenen Horst Hauthal Botschafter der Bundesrepublik Deutschland in Malta. Kurz nach seinem Amtsantritt wurde er im November 1978 zur Berichterstattung nach Deutschland zurückberufen, nachdem die Regierung Maltas von Liste der Premierminister von Malta Dom Mintoff von der Partit Laburista den Präsidenten der Union Europäischer Christdemokraten, den früheren Bundesverteidigungsminister und Bundestagspräsidenten Kai-Uwe von Hassel, wegen angeblich diffamierender Äußerungen über Malta zur „Persona non grata“ erklärt und ihn zum sofortigen Verlassen der Insel aufgefordert hatte. Von Hassel hatte zuvor erklärt, es bestehe die Sorge, dass die Demokratie in Malta ausgehöhlt werden könne. Der CDU-Vorsitzende Helmut Kohl hatte eine Protestnote der Bundesregierung angeregt und das Vorgehen Maltas als undemokratisch, als Akt der Willkür und als eine Verletzung internationaler Gepflogenheit scharf kritisiert. Malta unterhielt unter der Regierung Mintoffs enge außenpolitische Beziehungen nicht nur zur damaligen Sowjetunion und den Mitgliedstaaten des Warschauer Paktes, sondern auch zur Volksrepublik China, Nordkorea und im Rahmen der von ihm propagierten „gemeinsamen Mittelmeer-Identität“ auch zu Libyen. Mintoff und Gaddafi betonten dabei die gemeinsamen arabischen Wurzeln beider Länder. Bereits in den 1970er Jahren trat er für einen unabhängigen palästinensischen Staat ein. Schmidt verblieb auf dem Posten in Malta bis 1981 und wurde daraufhin durch Eberhard Schmitt abgelöst. Während seiner Amtszeit als Botschafter unterstützte er die Arbeit des Deutsch-Maltesischen Zirkels wie zum Beispiel durch die Organisation eines Filmfestivals deutscher Opern in der Republic Hall des Mediterranean Conference Centre in Valletta und das Catholic Institute in Floriana.